# Paca (distrito)
Paca é um distrito da província de Jauja, localizado do Departamento de Junín, Peru.

## Transporte
O distrito de Paca não é servido pelo sistema de estradas terrestres do Peru.